# 25927 Jagandelman
25927 Jagandelman (tên chỉ định: 2001 DE51) là một tiểu hành tinh vành đai chính. Nó được phát hiện bởi dự án Nghiên cứu tiểu hành tinh gần Trái Đất Lincoln ở Socorro, New Mexico, ngày 16 tháng 2 năm 2001. Nó được đặt theo tên Jason A. Gandelman, an American high school student và finalist in the 2010 Intel Science Talent Search.